# Sambijos plynaukštė
Sambijos plynaukštė este o arie protejată (sit de importanță comunitară — SCI) din Lituania întinsă pe o suprafață de 25.041 ha, integral marine.

## Localizare
Centrul sitului Sambijos plynaukštė este situat la coordonatele 55°29′38″N 20°26′18″E / 55.4939°N 20.4382°E.

## Înființare
Situl Sambijos plynaukštė a fost declarat sit de importanță comunitară în ianuarie 2014 pentru a proteja un număr necunoscut de specii din flora spontană și fauna sălbatică aflate în arealul zonei.

## Biodiversitate
Situată în ecoregiunea marină baltică, aria protejată conține 1 habitat natural: Recifuri.
La baza desemnării sitului se află un număr nedeclarat de specii protejate.